# Бресьё
Бресьё (фр. Bressieux) — коммуна во Франции, находится в регионе Рона — Альпы. Департамент коммуны — Изер. Входит в состав кантона Сент-Этьенн-де-Сен-Жуар. Округ коммуны — Гренобль.
Код INSEE коммуны — 38056. Население коммуны на 1999 год составляло 89 человек. Населённый пункт находится на высоте от 395 до 525 метров над уровнем моря. Муниципалитет расположен на расстоянии около 460 км юго-восточнее Парижа, 60 км юго-восточнее Лиона, 39 км северо-западнее Гренобля. Мэр коммуны — M. Michel Durand, мандат действует на протяжении 2001—2008 годов.
Динамика населения (INSEE):